# Риджвей (містечко, Вісконсин)
Риджвей (англ. Ridgeway) — місто (англ. town) в США, в окрузі Айова штату Вісконсин. Населення — 563 особи (2020).

## Демографія
Згідно з переписом 2010 року, у місті мешкало 568 осіб у 231 домогосподарстві у складі 171 родини. Було 266 помешкань
Расовий склад населення:
| - 97,5 % — білих - 0,7 % — чорних або афроамериканців - 0,4 % — корінних американців |

До двох чи більше рас належало 0,9 %. Частка іспаномовних становила 1,1 % від усіх жителів.
За віковим діапазоном населення розподілялося таким чином: 19,9 % — особи молодші 18 років, 66,2 % — особи у віці 18—64 років, 13,9 % — особи у віці 65 років та старші. Медіана віку мешканця становила 46,4 року. На 100 осіб жіночої статі у місті припадало 108,1 чоловіків;  на 100 жінок у віці від 18 років та старших — 113,6 чоловіків також старших 18 років.
Середній дохід на одне домашнє господарство  становив 82 926 доларів США (медіана — 74 688), а середній дохід на одну сім'ю — 92 547 доларів (медіана — 80 938). Медіана доходів становила 53 472 долари для чоловіків та 38 438 доларів для жінок. За межею бідності перебувало 7,3 % осіб, у тому числі 5,1 % дітей у віці до 18 років та 16,7 % осіб у віці 65 років та старших.
Цивільне працевлаштоване населення становило 340 осіб. Основні галузі зайнятості: освіта, охорона здоров'я та соціальна допомога — 23,5 %, роздрібна торгівля — 16,8 %, будівництво — 10,9 %, оптова торгівля — 6,2 %.